# Günter Dreyer (Eishockeyspieler)
Alfred Fritz Günter Dreyer (* 23. April 1887 in Berlin; † 13. November 1958 ebenda) war ein deutscher Buchverleger und Eishockeypionier.

## Leben
Dreyer war Sohn des Verlegers Emil Dreyer und seiner Frau Emilie, geborene Scheidt. Er folgte beruflich seinem Vater, der Emil Dreyer’s Buchdruckerei in der Blücherstrasse 22 in Berlin-Kreuzberg besaß.
Günter Dreyer ist auf dem Friedhof IV der Gemeinde Jerusalems- und Neue Kirche in Kreuzberg bestattet.

## Eishockeykarriere
Dreyer war Teil der 1908 gegründeten Eishockeymannschaft des Berliner Schlittschuhclub, welche als eine der ersten Mannschaft in Deutschland nach kanadischen Regeln spielte, also nicht nach Bandy-Regeln. Dreyer spielte dabei auf der Position des Verteidigers. Bei der ersten Eishockey-Europameisterschaft 1910 gewann Dreyer mit der deutschen Mannschaft die Silbermedaille.
Dreyer war auch als Schiedsrichter tätig, zum Beispiel beim internationalen Eishockeyturnier in Berlin 1910.
Für seine Verdienste wurde Dreyer in die Deutsche Eishockey-Hall-of-Fame aufgenommen.